# خانم‌ها و آقایان، لکه‌های شگفت‌انگیز
خانم‌ها و آقایان، لکه‌های شگفت‌انگیز (به انگلیسی: Ladies and Gentlemen, The Fabulous Stains) فیلمی محصول سال ۱۹۸۲ و به کارگردانی لو ادلر است. در این فیلم بازیگرانی همچون داین لین، لورا درن، مارین کانتر، ری وینستون، استیو جونز، پل کوک، پل سیمونون، فی وایبیل، بری فورد، بلک رندی، جنت رایت، پیتر دونات و دیوید کلنون ایفای نقش کرده‌اند.